# غراشيان سيبي
غراشيان سيبي (بالرومانية: Grațian Sepi)‏ (30 ديسمبر 1910 - 6 مارس 1977) لاعب كرة قدم روماني راحل كان يجيد اللعب في خط الهجوم.
لعب طوال مسيرته الرياضية في أندية باناتول تيميشوارا (1924) بوليتيهنيكا تيميشوارا (1925-1928) باناتول تيميشوارا (1928-1929) رومانيا كلوج (1929-1930) يونيفيرسيتاتيا كلوج (1930-1931) ريبنسيا تيميشوارا (1931) يونيفيرسيتاتيا كلوج (1931-1934) فينوس بوخارست (1934-1937) ريبنسيا تيميشوارا (1937-1939) أوم كوغر (1939-1942).
مثل منتخب رومانيا في 23 مباراة مسجلا 14 هدف (1928-1937). شارك مع منتخب رومانيا في بطولة كأس العالم 1934 في إيطاليا حيث خرج من الدور الثمن النهائي.

## وصلات خارجية
- غراشيان سيبي على موقع قاعدة بيانات كرة القدم.إي يو (الإنجليزية)
- غراشيان سيبي على موقع ناشيونال فوتبول تيمز (الإنجليزية)
- غراشيان سيبي على موقع Soccerway.com (الإنجليزية)
- غراشيان سيبي على موقع عالم كرة القدم.نت (الإنجليزية)

- سيرة ذاتية